# Copa São Paulo de Basquete Masculino de 2020
A Copa São Paulo de 2020 foi a primeira edição desta competição de basquetebol masculino organizada pela Federação Paulista de Basketball (FPB). Foi disputada por quatro equipes nos dias 26 e 27 de setembro.
Osasco e Tatuí protagonizaram a decisão desta edição, a qual foi vencida pela equipe osasquense por 88 a 61. O pódio foi completado pela Liga Sorocabana.

## Antecedentes
Em 7 de dezembro de 2019, a FPB anunciou a criação de uma nova competição para ampliar o calendário. O objetivo 
foi fortalecer e desenvolver a categoria adulta do basquetebol, já que a temporada estadual contava com competições apenas no segundo semestre.

## Formato e suspensão
Em fevereiro de 2020, a FPB divulgou o regulamento e a tabela detalhada da primeira edição da competição que inicialmente seria disputada por seis agremiações. No entanto, a entidade suspendeu temporariamente o certame em decorrência da pandemia de COVID-19 e agendou um novo período de inscrições em julho.

## Final four
Após a suspensão, o torneio marcou o retorno do esporte no estado após seis meses de paralisação. A cidade de Sorocaba, por sua vez, foi anunciada como sede da final four, um sistema eliminatório que reúne quatro participantes. Em 26 de setembro, as equipes de Osasco e Tatuí venceram os seus respectivos jogos e se classificaram para a final . No dia seguinte, a Liga Sorocabana ficou com o terceiro lugar, enquanto o Osasco conquistou o título ao vencer o Tatuí por 88 a 61.
|  | Semifinais             | Semifinais             |    |                        | Final                  | Final |  |
|  |                        |                        |    |                        |                        |       |  |
|  | 26 de setembro de 2020 |                        |    |                        |                        |       |  |
|  | Assis                  | 82                     |    |                        |                        |       |  |
|  | Tatuí                  | 106                    |    |                        |                        |       |  |
|  |                        |                        |    |                        |                        |       |  |
|  |                        |                        |    |                        | 27 de setembro de 2020 |       |  |
|  |                        |                        |    |                        | Tatuí                  | 61    |  |
|  |                        | Osasco                 | 88 |                        |                        |       |  |
|  |                        |                        |    |                        |                        |       |  |
|  |                        |                        |    |                        |                        |       |  |
|  |                        |                        |    |                        | Terceiro lugar         |       |  |
|  | 26 de setembro de 2020 | 26 de setembro de 2020 |    | 27 de setembro de 2020 | 27 de setembro de 2020 |       |  |
|  | Liga Sorocabana        | 56                     |    | Assis                  | 56                     |       |  |
|  | Osasco                 | 64                     |    |                        | Liga Sorocabana        | 63    |  |

## Leitura complementar
- «Tabela da Copa São Paulo de Basquete Masculino de 2020». Olimpíada Todo Dia. Consultado em 16 de junho de 2022. Cópia arquivada em 3 de novembro de 2020